# Большая медаль Французской академии наук
Большая медаль Французской академии наук (фр. La Grande médaille de l'Académie des sciences ) — приз за значительный вклад в развитие науки, вручаемый Французской академией наук. Имеет статус высшей награды академии. В 1997—2014 годах вручалась ежегодно, с 2014 года вручается раз в 2 года.

## Лауреаты
- 2022 —  Тао, Теренс
- 2021 — Карико, Каталин
- 2018 — Белл Бернелл, Джоселин
- 2016 —  Варшавский, Александр Яковлевич, США
- 2014 — Лебовиц, Джоэль, США[1]
- 2013 —  Джоан Стейц, США[2]
- 2012 — Шамир, Ади, Израиль
- 2011 —  Корма, Авелино, Испания[3]
- 2010 —  Атья, Майкл Фрэнсис, Великобритания
- 2009 —  Вайнберг, Роберт, США
- 2008 —  Сьюзан Соломон, США
- 2007 — Tomas Hökfelt, Швеция
- 2006 —  Голдрайх, Петер, США
- 2005 —  Эванс, Рональд Марк, США
- 2004 —  Гросс, Дэвид, США
- 2003 — David Sabatini, США
- 2002 —  Ричард Гарвин, США
- 2001 —  Эшенмозер, Альберт, Швейцария
- 2000 —  Ленглендс, Роберт, США
- 1999 — Rene Thomas, Бельгия
- 1998 —  Каданов, Лео, США
- 1997 —  Jozef Schell, Франция